# Galataria
Galataria (griechisch Γαλαταριά, türkisch Yoğurtçular) ist eine Gemeinde im Bezirk Paphos in der Republik Zypern. Bei der Volkszählung im Jahr 2021 hatte sie 45 Einwohner.

## Name
Der Name der Gemeinde stammt von ihrer Hauptkirche, die der Panagia Galatousa gewidmet ist. Sie gilt als Schutzpatronin der Frauen, die nicht genug Milch (Gala) für ihre Neugeborenen produzierten. Der türkisch-zypriotische Name Yoğurtçular wurde 1958 übernommen und bedeutet so viel wie „Joghurthersteller“.

## Lage und Umgebung

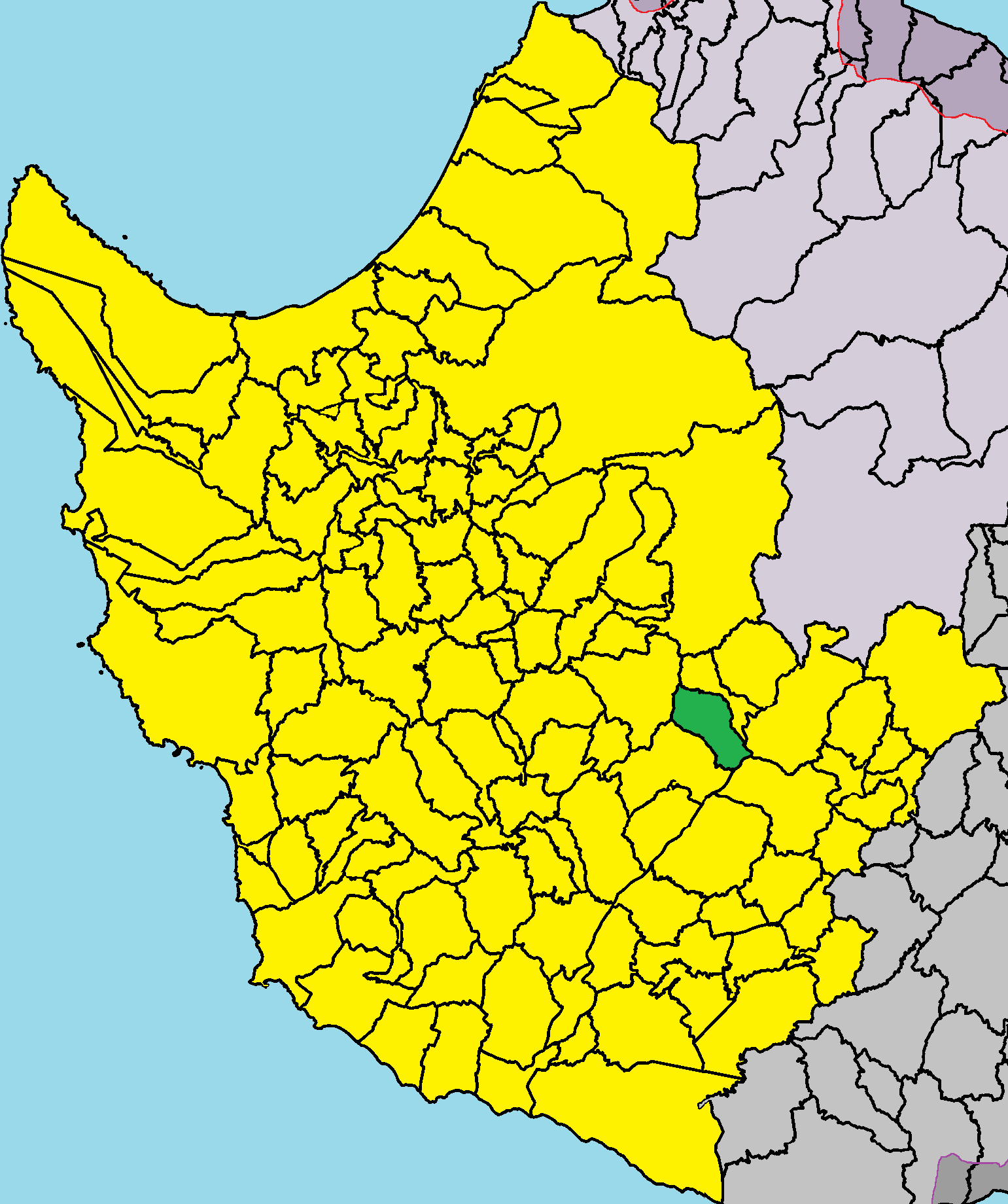
Lage im Bezirk Paphos

Galataria liegt im Osten des Bezirks Paphos auf der Mittelmeerinsel Zypern auf einer Höhe von etwa 730 Metern, etwa 33 Kilometer nordöstlich von Paphos, 66 Kilometer nordwestlich von Limassol und 162 Kilometer südwestlich von Nikosia. Das 8,27534 Quadratkilometer große Dorf grenzt im Norden und Westen an Kilinia, im Südwesten an Agios Ioannis, im Süden an Salamiou, im Osten an Pentalia und im Nordosten an die Gemeinde Statos-Agios Fotios. Das Dorf kann über die Straße E606 erreicht werden.

## Bevölkerungsentwicklung
Die Bevölkerung Galatarias bestand bis 1964 aus Zyperngriechen und Zyperntürken, wobei die Zyperngriechen die große Mehrheit stellten. Während der bikommunalen Unruhen in der Zeit von 1963 bis 1964 (insbesondere am 5. Februar 1964) führten die wachsenden Spannungen in der Nähe der Gemeinde dazu, dass die Zyperntürken in die Gemeinden Agios Ioannis, Vretsia und Falia umzogen. Sie blieben dort bis 1975, als sie am 30. August unter der Eskorte der UNFICYP nach Nordzypern zogen (die türkische Invasion von 1974 ging ihr voraus). Die Zyperngriechen blieben in Galataria.
Die folgende Tabelle zeigt die Bevölkerung der Gemeinde, wie sie in den in Zypern durchgeführten Volkszählungen erfasst wurde.
| Jahr      | 1881 | 1891 | 1901 | 1911 | 1921 | 1931 | 1946 | 1960 | 1976 | 1982 | 1992 | 2001 | 2011 | 2021 |
| Einwohner | 182  | 215  | 228  | 243  | 260  | 258  | 277  | 288  | 190  | 134  | 80   | 55   | 56   | 45   |